# Bar (riu)
El Bar és un riu francès de 61,7 km que neix a Buzancy i que es desemboca al Mosa a Vrigne-Meuse. A l'època de Lluís Felip s'hi va construir un canal paral·lelament al riu, el Canal de les Ardenes que enllaça l'Aisne i el Mosa mitjançant 27 rescloses.
És un riu de règim pluvial amb força variacions de cabal: un màxim entre 8,1 i 10,4 m³ de desembre fins a abril, i un mínim d'1,47 m³ de juny a octubre. Les principals localitats regades pel Bar són Brieulles-sur-Bar, les Petites-Armoises, Tannay, Vendresse, Chémery-sur-Bar, Omicourt, Chéhéry, Cheveuges, Saint-Aignan i Villers-sur-Bar.
A la vall del Bar, s'ha creat una ZNIEFF és a dir una "zona natural d'interès ecològic, faunístic i florístic" a les localitats Vendresse i Tannay (Ardenes), anomenada Les Prairies de la Vallée de la Bar entre Tannay et Vendresse (en català: Els prats de la vall del Bar entre Tannay i Vendresse) on s'han inventariat 70 espècies d'animals (dels quals 28 amenaçades).

## Afluents
- El Bièvre
- El Bairon

| \| \| Afluents del Mosa en orde davall->damunt \| |                                          |
| Dieze - Niers - Swalm - Roer - Geleenbeek- Geul - Jeker - Voer - Berwijn - Julienne - Llègia - Ourthe - Hoyoux - Mehaigne - Samson -Sambre - Bocq - Burnot - Molignée - Lesse - Viroin - Semois - Bar - Kuer (Chiers) |                                          |
| Vegeu també : • Mosa • França • Bèlgica • Països Baixos |                                          |
| | Afluents del Mosa en orde davall->damunt |